# Franck Beaudet
Franck Beaudet war ein französischer Hersteller von Automobilen.

## Unternehmensgeschichte
Franck Beaudet gründete 1993 das Unternehmen, das seinen Namen trug, in Saint-André-de-Cubzac und begann mit der Produktion von Automobilen. Der Markenname lautete Beaudet. 1997 endete die Produktion.

## Fahrzeuge
Das Unternehmen stellte offene Fahrzeuge im Stile der 1930er Jahre her. Eine Quelle gibt an, dass sie den damaligen Modellen von Bentley ähnelten. Manche Teile kamen von Opel. Für den Antrieb sorgte ein Vierzylindermotor mit 2000 cm³ Hubraum vom Peugeot 505.